# Hakaniemi (metropolitana di Helsinki)
Hakaniemi è una stazione della Metropolitana di Helsinki, che serve i quartieri centrali di Hakaniemi e Kallio.
La stazione è stata tra le prime ad essere inaugurate, il 1º giugno 1982, ed è stata disegnata da Mirja Castrén, Juhani Jauhiainen e Marja Nuuttila. Si trova a circa 916 metri da Kaisaniemi, e a 928 metri da Sörnäinen. La stazione è situata alla profondità di 23 metri.

La stazione di Hakaniemi è presente nel film di Aki Kaurismäki Calamari Union, sebbene il viaggio, raccontato nella storia, tra Kallio ed Eira sia impossibile, in quanto non esiste nessuna delle sue stazioni.
Hakaniemi è anche presente nel video musicale di Bomfunk MC's per il singolo Freestyler.

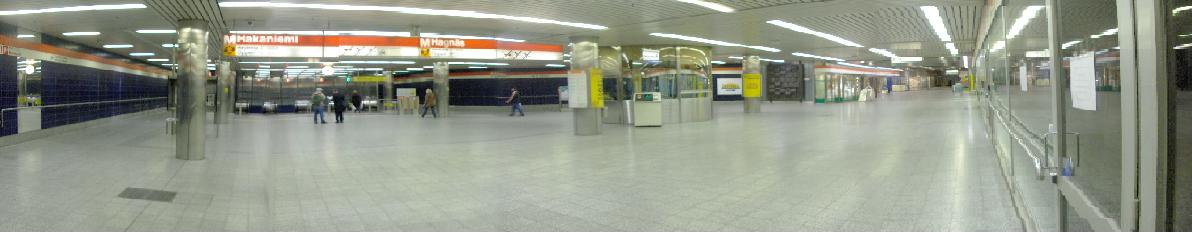
Stazione di Hakaniemi